# السيخية في إيطاليا

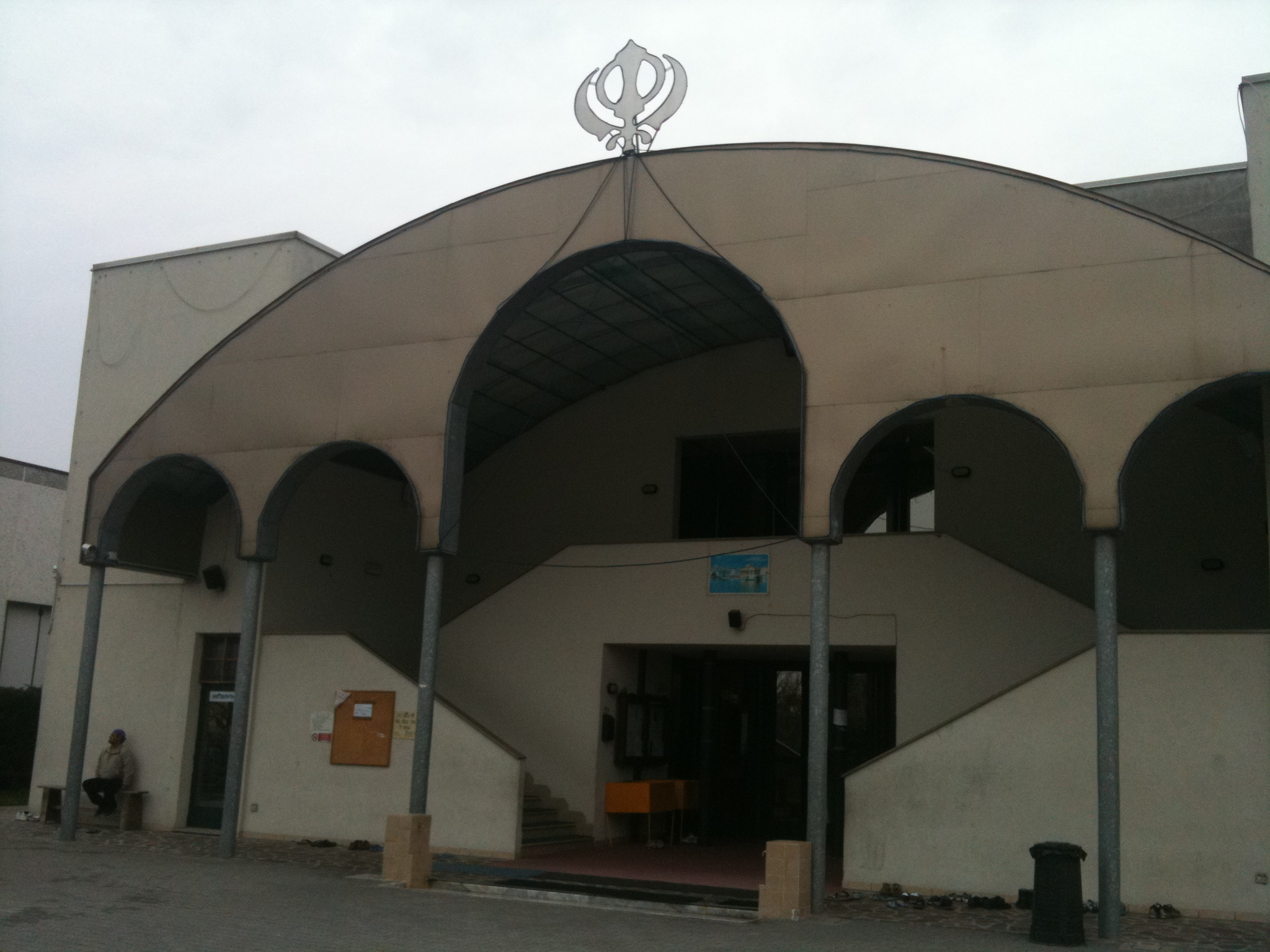
غوردوارا في مدينة ريدجو إميليا.

تُعتبر السيخية في إيطاليا أقلية دينية، يوجد في  إيطاليا ثاني أكبر تجمع للسيخ في أوروبا بعد المملكة المتحدة، ويقدر عددهم ما بين 60,000 إلى 70,000 نسمة أي حوالي 0.12% من إجمالي عدد سكان إيطاليا، يوجد حوالي 3,000 سيخي في مدينة فيتشنزا.
يوجد حوالي 22 غوردوارا في جميع أنحاء إيطاليا، أقدمها يوجد في مدينة ريدجو إميليا في شمال إيطاليا حيثُ يشارك العديد من أفراد المجتمع في الأعمال الزراعية.